# Pseudonym
Pseudonym är ett annat namn än bärarens registrerade borgerliga namn i syfte att skapa anonymitet. En pseudonym skiljer sig från ett artistnamn på så sätt att artistnamnet inte har som syfte att dölja identiteten. Ett fingerat namn är ett alternativt namn, ett alias, som används öppet till exempel för att skydda en intervjuad person.

## Etymologi
Pseudonym härrör klassisk grekiska: ψευδώνυμος (pseudónymos, ”falskt namn”), av ψεῦδος (pseûdos, ”lögn, oriktighet”) och ὄνομα (ónoma, ”namn”).

## Inom litteratur
Ofta har skönlitterära författare använt sig av pseudonymer, bland annat för att undvika förföljelse under perioder och på platser då det inte varit tillåtet att uttrycka kritik mot regimen. Under 1800-talet använde flera kvinnliga författare manliga pseudonymer, till exempel Amantine Lucile Aurore Dupin (George Sand), Victoria Benedictsson (Ernst Ahlgren) och systrarna Charlotte, Emily och Anne Brontë (Currer Bell, Ellis Bell respektive Acton Bell). Flera svenska deckarförfattare som Bo Balderson, Lars Kepler och Arne Dahl är pseudonymer. Ibland används det franska uttrycket nom de plume, "penn-namn" för författares pseudonymer.

## Inom tidningsvärlden
Åtminstone sedan 1838 har journalister och redaktörer ofta använt signaturer i stället för sitt egentliga namn. Det var inte nödvändigtvis i syfte att bevara anonymitet eller ens för att särskilja författande för brödfödan från en eventuell seriös produktion. Det kunde lika gärna ha uppkommit på grund av utrymmesbristen vid tidningsproduktion där varje millimeter räknades. Från början var det brukligt med journalistens initialer eller en förkortning av namnet, men det blev snart vanligt med konstruktioner, anagram och fantasinamn, såsom Bang eller Kar de Mumma, inte minst för att flera kunde ha samma initialer. Ibland kunde en journalist ha flera signaturer; dels för att uttrycka olika profiler, eller bara för att inte verka dominera tidningen, se Erik Thyselius. En senare synonym var uttrycket märke, i bruk redan 1887.
I dagens läge är i regel signaturen utbytt mot byline med hela namnet och foto.

## Film
En filmregissör som av en eller annan anledning inte ville kännas vid en film använde ofta pseudonymen Alan Smithee. Detta har nu ändrats så att publiken inte kan se vilka filmer som varit omtvistade.

## Övriga
Pseudonym förekommer också som superhjälteidentiteter eller aliasnamn och kan vare ett så kallat "oäkta" namn såsom ett smeknamn, kodnamn, spelaridentitet, artistnamn, ett kontonamn på en chatt- eller bloggsida. Sådana namn är nödvändigtvis inte mindre äkta än namn som är registrerade hos en myndighet. För att rekvisiten ska vara uppfyllda vad gäller exempelvis olagliga former av oäkthet, såsom urkundsförfalskning, kan det krävas att någon vilseletts samtidigt som någon form av uppsåtligt vinningsrekvisit föreligger.